# Osasco
Osasco ist eine Stadt in Brasilien im Bundesstaat São Paulo. Sie liegt im Westen der Metropolregion São Paulo und hat 637.617 Einwohner (2010).

## Geographie
Die Stadt hat eine Fläche von 65 km². Benachbarte Städte sind São Paulo im Osten, Taboão da Serra im Süden, Cotia, Carapicuíba, Barueri und Santana de Parnaíba im Westen.

## Geschichte
Osasco wurde vom italienischen Einwanderer Antonio Agù (1845–1909) im 19. Jahrhundert gegründet, der aus dem gleichnamigen Ort Osasco in der Provinz Turin stammte. Ursprünglich hat Agù eine große Farm mit seinem Partner Baron Dimitri Sensaud de Lavaud (1882–1947) gekauft. Dimitri Sensaud de Lavaud war ein spanischer Einwanderer mit französischer und russischer Herkunft. Mit dem Flugzeug „São Paulo“ unternahm Sensaud de Lavaud am 7. Januar 1910 den Erstflug in Lateinamerika.

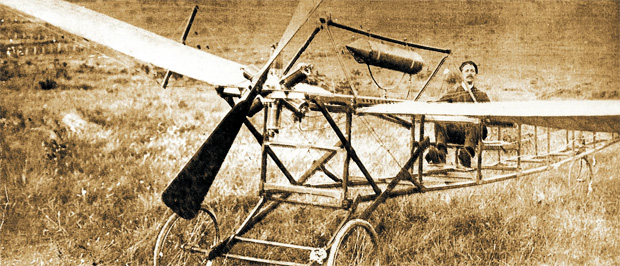
Sensaud de Lavaud in seinem Starrflügelflugzeug (1910).

Viele Einwanderer aus Europa suchten ihr Glück in Osasco. Nennenswert sind die Einwanderer, die aus Italien, Spanien, Portugal, Deutschland, Irland und Osteuropa (bes. aus Polen, Ukraine und Russland) kamen. In der ersten Hälfte des 20. Jahrhunderts kamen auch Einwanderer aus Armenien, Japan und dem Libanon. Bis zum 19. Februar 1962 war Osasco ein Teil von São Paulo und wurde danach eine eigenständige Stadtgemeinde.

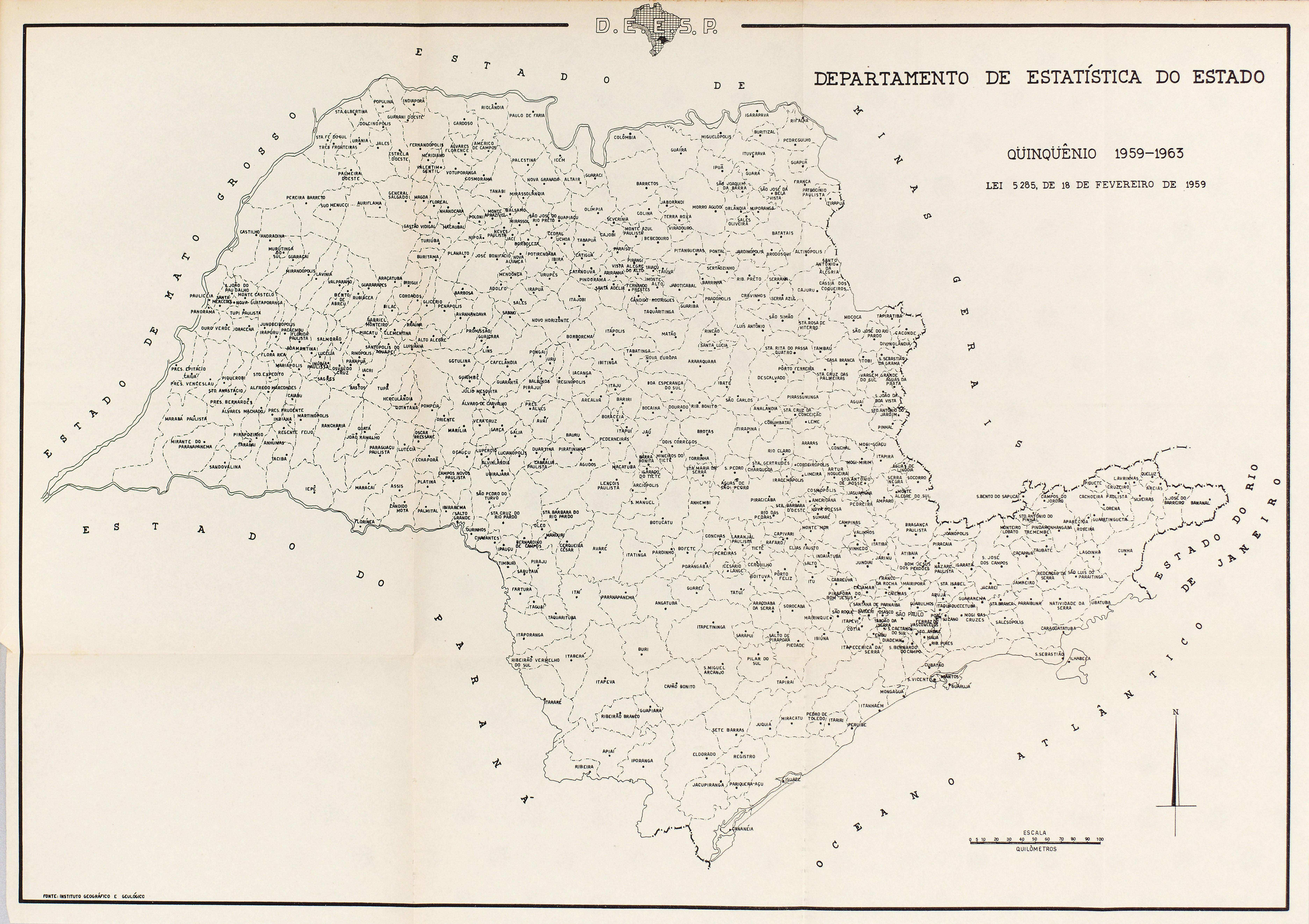
Karte des Bundesstaates São Paulo (1959).

1989 wurde die Stadt der Sitz des Bistums Osasco.

## Wirtschaft
Die Banco Bradesco, eine der vier größten Banken des Landes, hat ihren Sitz in Osasco. In Osasco liegen die folgenden Unternehmen: Hot Stock; Arvin Meritor; Metrópoles home & Club; Avon Products; Pedágio Sem Parar; ABB Group; Osram; Sistema Brasileiro de Televisão – SBT; Rede TV; Wal-Mart; Carrefour; Pão de Açúcar; Natura; Nova Osasco Esquadrias; Adamas; Makro; Colgate-Palmolive; Group Extrema; Sam’s Club; Unibanco – CPD; Intermarine; Ebicen; Coca-Cola; Chevron Corporation.

## Universitäten und Hochschulen
- Centro Universitario FIEO (UNIFIEO)
- Universidade Federal de São Paulo (UNIFESP)
- Fundação Instituto Tecnológico de Osasco (FITO)
- Serviço Nacional de Aprendizagem Industrial (SENAI)
- Serviço Nacional de Aprendizagem Comercial (SENAC)

## Sport
Die Fußballvereine:
Grêmio Esportivo Osasco

Grêmio Osasco Audax

## Stadtzeitungen
- Jornal Fênix
- Diário da Região
- Visão Oeste
- Página Zero
- A Rua
- Correio Paulista
- Jornal do Trem

## Private und staatliche Stadtradios
- Nova Difusora 1540 AM
- Rádio Iguatemi AM
- Radio Terra FM

## TV-Sender von Osasco
- Sistema Brasileiro de Televisão (SBT), Kanal 04 VHF (São Paulo)
- Nova Geração de Televisão (NGT), Kanal 48 UHF
- TV Shop Tour, Kanal 46 UHF
- TV Osasco, Kanal 22 UHF
- Net Serviços de Comunicação
- Rede TV!, canal 09 VHF (São Paulo)

## Partnerstädte
Osasco listet folgende fünf Partnerstädte auf:
| Stadt  | Land                          | seit |
| ------ | ----------------------------- | ---- |
| Gjumri | Schirak, Armenien             | 2006 |
| Jining | Shandong, Volksrepublik China | 2010 |
| Osasco | Piemont, Italien              | 1993 |
| Tsu    | Mie, Japan                    | 1976 |
| Viana  | Luanda, Angola                | 1992 |
| Xuzhou | Jiangsu, Volksrepublik China  | 1999 |

## Galerie

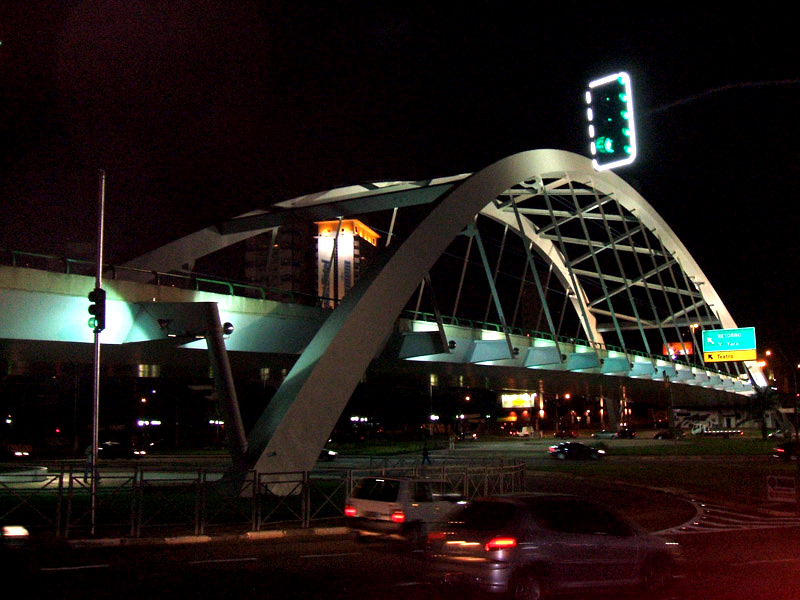
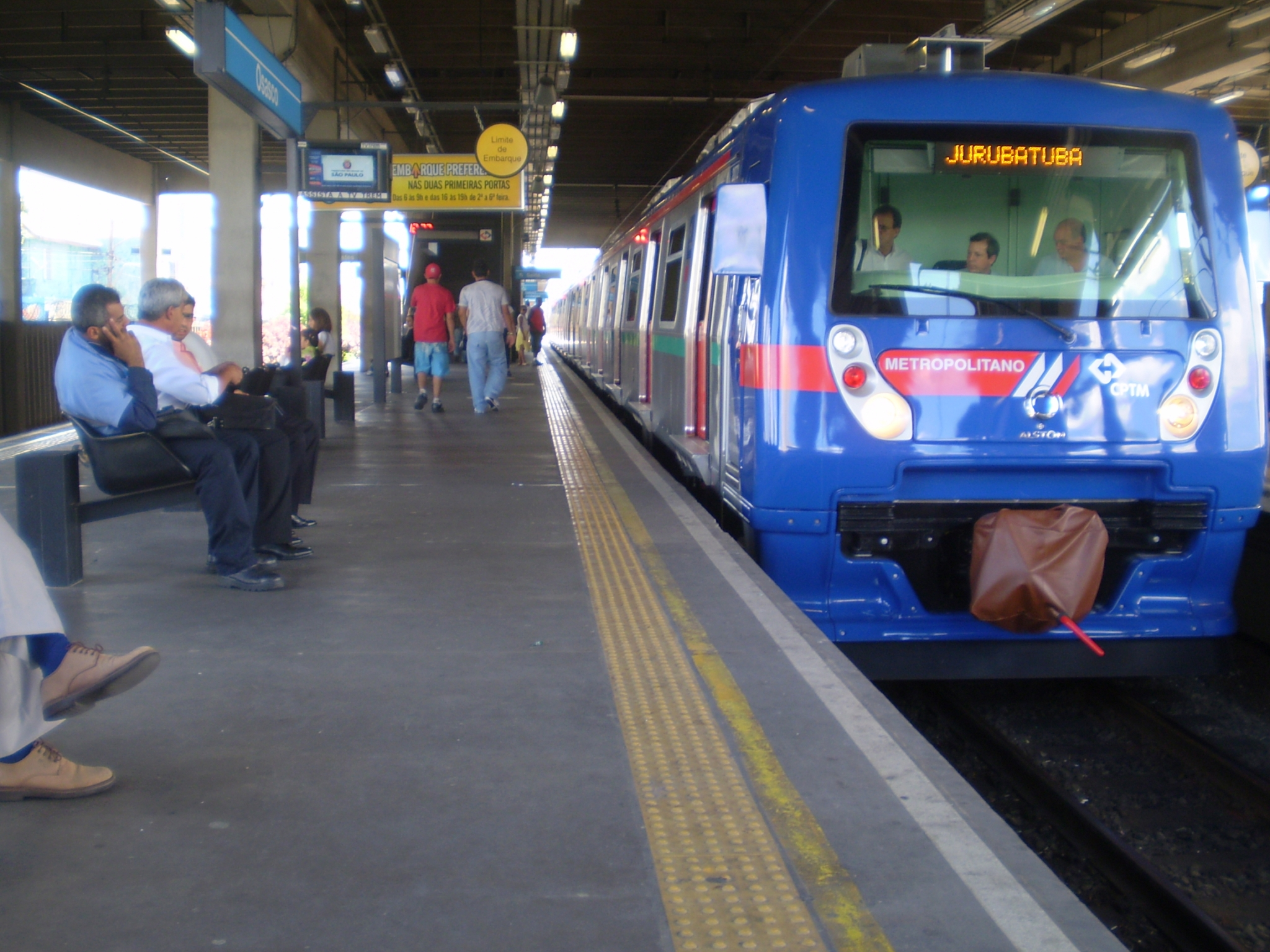

## Söhne und Töchter der Stadt
- José Bonifácio de Oliveira Sobrinho (Boni), Generaldirektor von Rede Globo, Regisseur
- Cristiane (* 1985), Fußballspielerin
- Guga de Oliveira, Filmregisseur
- Zezeh Barbosa, Schauspielerin
- Manuel Cavalcante Leão, Journalist
- Hoffmann Merli, Kunstler
- Barbara Farias de Oliveira, Kurzstreckenläuferin
- Paulo Ricardo Kobayashi, Fußballspieler
- João Antonio Ferreira Filho, Schriftsteller
- Yanna Lavigne, Schauspielerin
- Kléber Giacomance de Souza Freitas, Fußballspieler
- José Fernando Azevedo Minhoto, Strafrichter
- Igor Nascimento Soares, Fußballspieler
- Victória Nasser, Sängerin
- Leandro Bernardi Silva, Fußballspieler
- MC Guimê, Rapper
- Júlio Santos, Fußballspieler
- Edu Manga (* 1967), Fußballspieler
- Kléber Giacomance de Souza Freitas (* 1983), Fußballspieler
- Felipe Lopes (* 1987), brasilianisch-portugiesischer Fußballspieler
- Lucas (* 1992), Fußballspieler
- Ederson (* 1993), Fußballtorhüter
- Abner Teixeira (* 1996), Boxer
- Antony (* 2000), Fußballspieler
- Rodrygo (* 2001), Fußballspieler
- Humberto Maier (* 2005), Motorradrennfahrer